# Großer Preis der Türkei 2009
Der Große Preis der Türkei 2009 (offiziell 2009 Formula 1 ING Turkish Grand Prix) fand am 7. Juni auf dem Istanbul Park Circuit in Istanbul statt und war das siebte Rennen der Formel-1-Weltmeisterschaft 2009.

## Berichte

### Hintergrund
Nach dem Großen Preis von Monaco führte Jenson Button in der Fahrerwertung mit 16 Punkten vor Rubens Barrichello und mit 28 Punkten vor Sebastian Vettel. In der Konstrukteurswertung führte Brawn-Mercedes mit 43,5 Punkten vor Red Bull-Renault und mit 59,5 Punkten vor Toyota.
Nick Heidfeld verzichtete wieder auf KERS.
Mit Felipe Massa (dreimal) und Kimi Räikkönen (einmal) traten zwei ehemalige Sieger zu diesem Grand Prix an.

### Training
Die Bestzeit im ersten Training sicherte sich zum zehnten Mal in dieser Saison Williams-Pilot Nico Rosberg. Auf Platz zwei und drei folgten Lewis Hamilton und Jarno Trulli.
Im zweiten freien Training zeigte McLaren-Mercedes erneut eine gute Leistung: Nach Hamiltons zweitem Platz im ersten Training fuhr Heikki Kovalainen die Bestzeit. Mit sechstausendstel Sekunden Rückstand belegte Fernando Alonso vor Robert Kubica den zweiten Platz.
Im dritten freien Training war Vorjahressieger Massa der schnellste Pilot. Der Ferrari-Fahrer verwies die beiden Toyota von Trulli und Timo Glock auf den zweiten und dritten Platz.

### Qualifying
Das Qualifying bestand aus drei Teilen mit einer Nettolaufzeit von 45 Minuten. Im ersten Qualifying-Segment (Q1) hatten die Fahrer 18 Minuten Zeit, um sich für das Rennen zu qualifizieren. Die besten 15 Fahrer erreichten den nächsten Teil. Vettel war Schnellster. Die beiden Toro Rosso-Piloten, Giancarlo Fisichella, Nelson Piquet jr. und erneut Hamilton schieden aus. Für den amtierenden Weltmeister Hamilton war es das zweite Ausscheiden in Q1 in Folge.
Der zweite Abschnitt (Q2) dauerte 15 Minuten. Die schnellsten zehn Piloten qualifizierten sich für den dritten Teil des Qualifyings. Vettel war erneut Schnellster. Heidfeld, Kazuki Nakajima, Glock, Kovalainen und Adrian Sutil schieden aus.

Der letzte Abschnitt (Q3) ging über eine Zeit von zwölf Minuten, in denen die ersten zehn Startpositionen vergeben wurden. Vettel fuhr mit einer Zeit von 1:28,316 Minuten wieder die Bestzeit und sicherte sich die Pole-Position vor Button und Barrichello. Für Vettel war es die erste Pole bei trockenen Streckenverhältnissen und die dritte seiner Karriere.

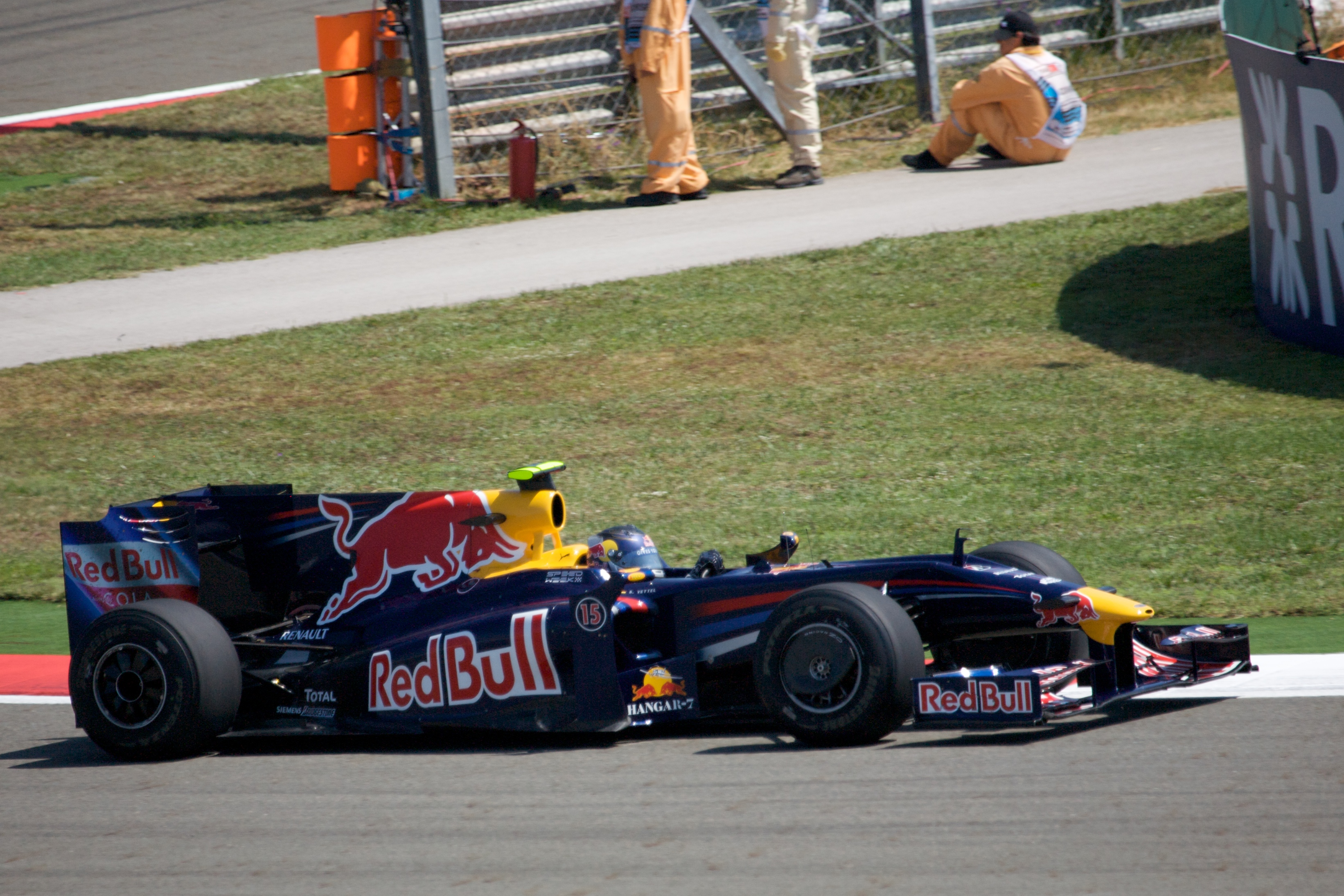
Sebastian Vettel sicherte sich die Pole-Position

### Rennen
Einen besonders guten Start erwischte Rosberg, der von Platz neun startend bis auf Platz fünf vorfuhr. Der von Platz eins startende Vettel behauptete beim Start seine Führung vor Button. Der Deutsche blieb allerdings nicht lange an der Spitze des Feldes: Nachdem ihm ein Fahrfehler in der ersten Runde unterlief, wurde er von Button überholt, der darauf schnell davon zog. Der Brite musste seine Führung im weiteren Rennverlauf nur beim Boxenstopp für eine Runde an Mark Webber abgeben, der nach dieser Führungsrunde ebenfalls auftanken musste.
Der Australier war wie Button mit einer Zwei-Stopp-Strategie unterwegs, wohingegen Vettel dreimal stoppen musste. Vettels Strategie erwies sich im Nachhinein als unglücklich: Während sein Teamkollege freie Fahrt hatte, wurde Vettel einige Runden vom Führenden Button aufgehalten und konnte somit nicht bis ans Limit gehen. Am Ende belegte Vettel hinter Webber den dritten Platz. Rennsieger wurde Button, der im siebten Grand Prix seinen sechsten Sieg einfuhr. Für den Briten war es der siebte Rennsieg seiner Karriere. Die weiteren Punkte gingen an Trulli, Rosberg, Massa, Kubica und Glock.

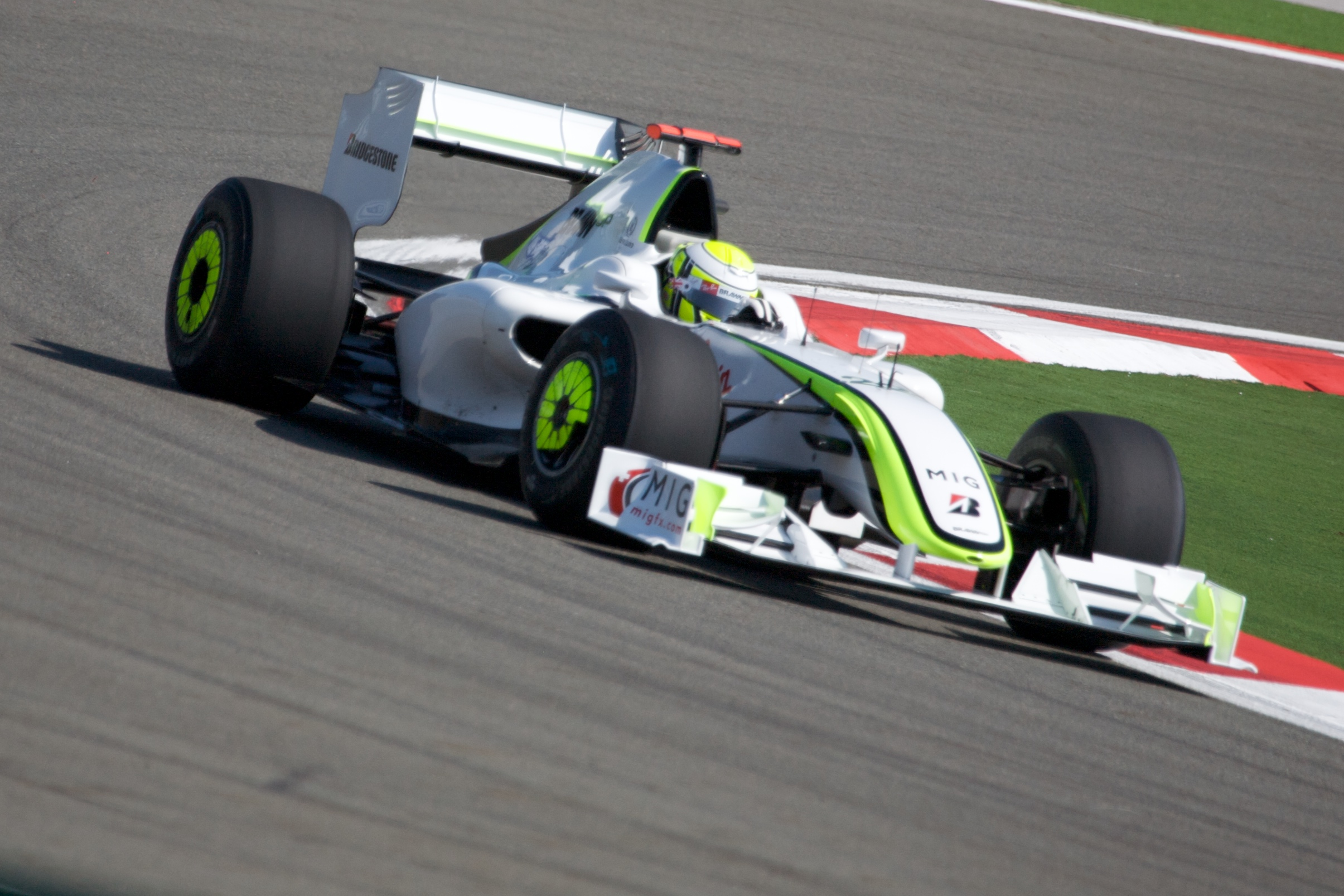
Jenson Button baute in der Türkei seinen Vorsprung aus

Während das Rennen für Button wieder einmal optimal verlief, wurde sein Teamkollege vom Pech verfolgt: Nachdem Barrichello beim Start vom dritten Platz nicht gut wegkam, belegte er nach einer Runde nur noch den zwölften Platz. Vor ihm lag Kovalainen, der im Gegenteil zu Barrichello über KERS verfügte und dem schnelleren Brasilianer ein Überholmanöver unmöglich machte. In der siebten Runde drehte sich der Routinier nach einem gewagten Manöver gegen Kovalainen und fiel auf den siebzehnten Platz zurück. Nachdem er relativ schnell an Hamilton und Piquet vorbeizog, lief Barrichello auf Sutil auf. Der Deutsche gab den 14. Platz nicht kampflos her und so kam es schließlich zu einer Kollision zwischen den beiden Piloten, bei der sich Barrichello den Frontflügel beschädigte. Nach einem Reparaturstopp fand sich Barrichello auf dem letzten Platz wieder. Elf Runden vor Schluss musste Barrichello das Rennen mit Getriebeproblemen in der Boxengasse beenden.
In der Fahrer- und Konstrukteurswertung blieben die ersten drei Positionen unverändert.

## Meldeliste
| Team                      | Nr. | Fahrer               | Chassis           | Motor                | Reifen |
| ------------------------- | --- | -------------------- | ----------------- | -------------------- | ------ |
| Vodafone McLaren Mercedes | 01  | Lewis Hamilton       | McLaren MP4-24    | Mercedes-Benz 2.4 V8 | B      |
| Vodafone McLaren Mercedes | 02  | Heikki Kovalainen    | McLaren MP4-24    | Mercedes-Benz 2.4 V8 | B      |
| Scuderia Ferrari Marlboro | 03  | Felipe Massa         | Ferrari F60       | Ferrari 2.4 V8       | B      |
| Scuderia Ferrari Marlboro | 04  | Kimi Räikkönen       | Ferrari F60       | Ferrari 2.4 V8       | B      |
| BMW Sauber F1 Team        | 05  | Robert Kubica        | BMW Sauber F1.09  | BMW 2.4 V8           | B      |
| BMW Sauber F1 Team        | 06  | Nick Heidfeld        | BMW Sauber F1.09  | BMW 2.4 V8           | B      |
| ING Renault F1 Team       | 07  | Fernando Alonso      | Renault R29       | Renault 2.4 V8       | B      |
| ING Renault F1 Team       | 08  | Nelson Piquet jr.    | Renault R29       | Renault 2.4 V8       | B      |
| Panasonic Toyota Racing   | 09  | Jarno Trulli         | Toyota TF109      | Toyota 2.4 V8        | B      |
| Panasonic Toyota Racing   | 10  | Timo Glock           | Toyota TF109      | Toyota 2.4 V8        | B      |
| Scuderia Toro Rosso       | 11  | Sébastien Bourdais   | Toro Rosso STR4   | Ferrari 2.4 V8       | B      |
| Scuderia Toro Rosso       | 12  | Sébastien Buemi      | Toro Rosso STR4   | Ferrari 2.4 V8       | B      |
| Red Bull Racing           | 14  | Mark Webber          | Red Bull RB5      | Renault 2.4 V8       | B      |
| Red Bull Racing           | 15  | Sebastian Vettel     | Red Bull RB5      | Renault 2.4 V8       | B      |
| AT&T Williams             | 16  | Nico Rosberg         | Williams FW31     | Toyota 2.4 V8        | B      |
| AT&T Williams             | 17  | Kazuki Nakajima      | Williams FW31     | Toyota 2.4 V8        | B      |
| Force India F1 Team       | 20  | Adrian Sutil         | Force India VJM02 | Mercedes-Benz 2.4 V8 | B      |
| Force India F1 Team       | 21  | Giancarlo Fisichella | Force India VJM02 | Mercedes-Benz 2.4 V8 | B      |
| Brawn GP Formula 1 Team   | 22  | Jenson Button        | Brawn BGP 001     | Mercedes-Benz 2.4 V8 | B      |
| Brawn GP Formula 1 Team   | 23  | Rubens Barrichello   | Brawn BGP 001     | Mercedes-Benz 2.4 V8 | B      |

Anmerkungen
1. ↑  Die Startnummern 18 und 19 wurden wegen des Rückzugs des Honda-Teams nicht vergeben. Das Nachfolgeteam Brawn GP bekam als Neuling traditionell die letzten Startnummern, das Team Force India rückte aus Marketinggründen nicht auf.

## Klassifikationen

### Qualifying
| Pos. | Fahrer               | Konstrukteur         | Q1       | Q2       | Q3       | Start |
| ---- | -------------------- | -------------------- | -------- | -------- | -------- | ----- |
| 01   | Sebastian Vettel     | Red Bull-Renault     | 1:27,330 | 1:27,016 | 1:28,316 | 01    |
| 02   | Jenson Button        | Brawn-Mercedes       | 1:27,355 | 1:27,230 | 1:28,421 | 02    |
| 03   | Rubens Barrichello   | Brawn-Mercedes       | 1:27,371 | 1:27,418 | 1:28,579 | 03    |
| 04   | Mark Webber          | Red Bull-Renault     | 1:27,466 | 1:27,416 | 1:28,613 | 04    |
| 05   | Jarno Trulli         | Toyota               | 1:27,529 | 1:27,195 | 1:28,666 | 05    |
| 06   | Kimi Räikkönen       | Ferrari (K)          | 1:27,556 | 1:27,387 | 1:28,815 | 06    |
| 07   | Felipe Massa         | Ferrari (K)          | 1:27,508 | 1:27,349 | 1:28,858 | 07    |
| 08   | Fernando Alonso      | Renault              | 1:27,988 | 1:27,473 | 1:29,075 | 08    |
| 09   | Nico Rosberg         | Williams-Toyota      | 1:27,517 | 1:27,418 | 1:29,191 | 09    |
| 10   | Robert Kubica        | BMW Sauber           | 1:27,788 | 1:27,455 | 1:29,357 | 10    |
| 11   | Nick Heidfeld        | BMW Sauber           | 1:27,795 | 1:27,521 | –        | 11    |
| 12   | Kazuki Nakajima      | Williams-Toyota      | 1:27,691 | 1:27,629 | –        | 12    |
| 13   | Timo Glock           | Toyota               | 1:28,160 | 1:27,795 | –        | 13    |
| 14   | Heikki Kovalainen    | McLaren-Mercedes (K) | 1:28,199 | 1:28,207 | –        | 14    |
| 15   | Adrian Sutil         | Force India-Mercedes | 1:28,278 | 1:28,391 | –        | 15    |
| 16   | Lewis Hamilton       | McLaren-Mercedes (K) | 1:28,318 | –        | –        | 16    |
| 17   | Nelson Piquet jr.    | Renault              | 1:28,582 | –        | –        | 17    |
| 18   | Sébastien Buemi      | Toro Rosso-Ferrari   | 1:28,708 | –        | –        | 18    |
| 19   | Giancarlo Fisichella | Force India-Mercedes | 1:28,717 | –        | –        | 19    |
| 20   | Sébastien Bourdais   | Toro Rosso-Ferrari   | 1:28,918 | –        | –        | 20    |

Anmerkungen
(K) = Rennwagen mit KERS

### Rennen
| Pos. | Fahrer               | Konstrukteur         | Runden | Stopps | Zeit        | Start | Schnellste Runde |
| ---- | -------------------- | -------------------- | ------ | ------ | ----------- | ----- | ---------------- |
| 01   | Jenson Button        | Brawn-Mercedes       | 58     | 2      | 1:26:24,848 | 02    | 1:27,579 (40.)   |
| 02   | Mark Webber          | Red Bull-Renault     | 58     | 2      | + 6,714     | 04    | 1:27,809 (42.)   |
| 03   | Sebastian Vettel     | Red Bull-Renault     | 58     | 3      | + 7,461     | 01    | 1:27,622 (51.)   |
| 04   | Jarno Trulli         | Toyota               | 58     | 2      | + 27,843    | 05    | 1:27,868 (40.)   |
| 05   | Nico Rosberg         | Williams-Toyota      | 58     | 2      | + 31,539    | 09    | 1:28,222 (36.)   |
| 06   | Felipe Massa         | Ferrari (K)          | 58     | 2      | + 39,996    | 07    | 1:28,176 (41.)   |
| 07   | Robert Kubica        | BMW Sauber           | 58     | 2      | + 46,247    | 10    | 1:28,008 (58.)   |
| 08   | Timo Glock           | Toyota               | 58     | 2      | + 46,959    | 13    | 1:27,883 (56.)   |
| 09   | Kimi Räikkönen       | Ferrari (K)          | 58     | 2      | + 50,246    | 06    | 1:28,061 (58.)   |
| 10   | Fernando Alonso      | Renault              | 58     | 2      | + 1:02,420  | 08    | 1:28,389 (57.)   |
| 11   | Nick Heidfeld        | BMW Sauber           | 58     | 2      | + 1:04,327  | 11    | 1:28,214 (43.)   |
| 12   | Kazuki Nakajima      | Williams-Toyota      | 58     | 2      | + 1:06,376  | 12    | 1:27,988 (58.)   |
| 13   | Lewis Hamilton       | McLaren-Mercedes (K) | 58     | 1      | + 1:20,454  | 16    | 1:28,562 (53.)   |
| 14   | Heikki Kovalainen    | McLaren-Mercedes (K) | 57     | 2      | + 1 Runde   | 14    | 1:29,174 (41.)   |
| 15   | Sébastien Buemi      | Toro Rosso-Ferrari   | 57     | 2      | + 1 Runde   | 18    | 1:28,624 (57.)   |
| 16   | Nelson Piquet jr.    | Renault              | 57     | 2      | + 1 Runde   | 17    | 1:28,340 (45.)   |
| 17   | Adrian Sutil         | Force India-Mercedes | 57     | 2      | + 1 Runde   | 15    | 1:29,192 (55.)   |
| 18   | Sébastien Bourdais   | Toro Rosso-Ferrari   | 57     | 1      | + 1 Runde   | 20    | 1:29,022 (53.)   |
| –    | Rubens Barrichello   | Brawn-Mercedes       | 47     | 2      | DNF         | 03    | 1:28,526 (37.)   |
| –    | Giancarlo Fisichella | Force India-Mercedes | 4      | 0      | DNF         | 19    | 1:34,070 (03.)   |

Anmerkungen
(K) = Rennwagen mit KERS

## WM-Stände nach dem Rennen
Die ersten acht des Rennens bekamen 10, 8, 6, 5, 4, 3, 2 bzw. 1 Punkt(e).

### Fahrerwertung
| Pos. | Fahrer             | Konstrukteur     | Punkte |
| ---- | ------------------ | ---------------- | ------ |
| 01   | Jenson Button      | Brawn-Mercedes   | 61,0   |
| 02   | Rubens Barrichello | Brawn-Mercedes   | 35,0   |
| 03   | Sebastian Vettel   | Red Bull-Renault | 29,0   |
| 04   | Mark Webber        | Red Bull-Renault | 27,5   |
| 05   | Jarno Trulli       | Toyota           | 19,5   |
| 06   | Timo Glock         | Toyota           | 13,0   |
| 07   | Nico Rosberg       | Williams-Toyota  | 11,5   |
| 08   | Felipe Massa       | Ferrari          | 11,0   |
| 09   | Fernando Alonso    | Renault          | 11,0   |
| 10   | Kimi Räikkönen     | Ferrari          | 9,0    |

| Pos. | Fahrer               | Konstrukteur         | Punkte |
| ---- | -------------------- | -------------------- | ------ |
| 11   | Lewis Hamilton       | McLaren-Mercedes     | 9,0    |
| 12   | Nick Heidfeld        | BMW Sauber           | 6,0    |
| 13   | Heikki Kovalainen    | McLaren-Mercedes     | 4,0    |
| 14   | Sébastien Buemi      | Toro Rosso-Ferrari   | 3,0    |
| 15   | Robert Kubica        | BMW Sauber           | 2,0    |
| 16   | Sébastien Bourdais   | Toro Rosso-Ferrari   | 2,0    |
| 17   | Giancarlo Fisichella | Force India-Mercedes | 0,0    |
| 18   | Adrian Sutil         | Force India-Mercedes | 0,0    |
| 19   | Nelson Piquet jr.    | Renault              | 0,0    |
| 20   | Kazuki Nakajima      | Williams-Toyota      | 0,0    |

### Konstrukteurswertung
| Pos. | Konstrukteur     | Punkte |
| ---- | ---------------- | ------ |
| 01   | Brawn-Mercedes   | 96,0   |
| 02   | Red Bull-Renault | 56,5   |
| 03   | Toyota           | 32,5   |
| 04   | Ferrari          | 20,0   |
| 05   | McLaren-Mercedes | 13,0   |

| Pos. | Konstrukteur         | Punkte |
| ---- | -------------------- | ------ |
| 06   | Williams-Toyota      | 11,5   |
| 07   | Renault              | 11,0   |
| 08   | BMW Sauber           | 8,0    |
| 09   | Toro Rosso-Ferrari   | 5,0    |
| 10   | Force India-Mercedes | 0,0    |